# Codazzi (paroisse civile)
Pour les articles homonymes, voir Codazzi.
Codazzi est l'une des trois paroisses civiles de la municipalité de Pedro Camejo dans l'État d'Apure au Venezuela. Sa capitale est Puerto Páez.

## Géographie

### Hydrographie
Le territoire de la paroisse civile est bordé à l'est par l'Orénoque qui le sépare de l'État voisin de Bolívar, dont les affluents en rive gauche parcourent le territoire de l'État d'Apure, dont deux, courant d'ouest en est, forment les limites nord et sud de la paroisse, au nord le río Cinaruco et au sud le río Meta ce dernier constituant également la frontière avec la Colombie.

### Démographie
Hormis sa capitale Puerto Páez, la paroisse civile possède plusieurs localités dont :
- Buena Vista
- El Piñate
- Los Malabares
- Puerto Páez
- Santa María del Orinoco